# 수메르
수메르 (Sumer, /ˈsuːmər/)는 기원전 6,000년기 혹은 기원전 5,000년기에 출현하여 동기 시대와 초기 청동기 시대까지 존속했던 인류 역사상 가장 오래된 문명이자 고대 문명으로, 엘람이나 이집트, 인더스, 황하, 카랄수페, 메소아메리카와 함께 주요 문명의 요람 가운데 하나였다.
수메르인들이 어디서 기원하였으며 어떻게 이곳에 정착했는지는 정확하게 알려져있지 않으나, 대략적으로 기원전 5,500년경에서 기원전 4,000년경 사이에 메소포타미아 일대에 거주하기 시작한 것으로 추정된다. 티그리스 강과 유프라테스 강을 따라 살아가던 수메르인들은 보리나 밀을 비롯하여 여러 작물들을 재배하고 남는 잉여분을 통해서 정착지와 도시를 형성하였다.
수메르 문명(Sumerian civilization)이 가장 융성했던 때는 기원전 제3천년기로, 역사학자들은 통상적으로 이 1000년 기간을 크게 초기 왕조 시대(2900?~2350? BC), 아카드 왕조 시대(2350?~2150? BC), 우르 제3왕조 시대(2150?~2000? BC)의 세 시대로 구분한다.
그 후 기원전 2000년 쯤에 유프라테스강 서쪽 즉 아라비아에서 온 셈족 계통 아모리인이 수메르 지방을 점령하고 고대 바빌로니아를 세웠다. 고대 바빌로니아 건국으로 수메르 문명의 국가 형태는 완전히 사라졌다. 수메르 종교와 문화의 흔적은 바빌로니아인 · 아시리아인을 비롯한 다른 민족 및 문화 집단들의 신화와 종교 그리고 문화 속에 남았다.

## 수메르의 어원
"수메르인"이란 말은 그들의 뒤를 이은 아카드인이 메소포타미아 남부 지방에 사는 사람을 부르던 말이었다.
수메르인들은 자신들을 웅 상 기가(ùĝ saĝ gíg-ga, 음성학적으로 uŋ saŋ giga) "검은 머리 사람들"이라고 불렀고, 그들의 땅은 키엔기르(Ki-en-ĝir) "수메르말을 쓰는 사람들의 땅"이라고 불렀다.
아카드어 "수메르"는 아마도 이것의 방언이었을 것으로 추측되나, 왜, 아카드인들이 이 남쪽 땅을 "수메르" 라고 불렀는지는 알 수 없다.
성경의 "시날"(Shinar), 이집트의 "신그르"(Sngr), 히타이트의 "산하르"(Sanhar)는 모두 "수메르"의 서방 방언으로 볼 수 있다.

## 지도
| 모술바그다드테헤란유프라테스강티그리스강니푸르기르수라가시마라드우루크우바이드우르에리두키시수사안샨마리아카드이신라르사바빌론아수르니네베님루드두르샤루킨class=notpageimage\| 메소포타미아의 고대 도시들 : 수메르의 도시 : 엘람의 도시 : 아카드 제국의 도시 : 아모리인의 도시 : 바빌로니아의 도시 : 아시리아의 도시 : 현대의 이라크 · 이란의 도시 |

## 배경
한때 언어학자들은 수메르어가 솀어족이 아닌 다른 언어에서 그 기원을 찾을 수 있을 것이라고 생각했다. 이 때문에 수메르 사람들이 외부에서 침입해온 것으로 생각되기도 하였다. 그런데 이후 고고학적 기록을 통해 초기 우바이드기(기원전 5200년~4500년 또는 6090년~5429년)에 남부 메소포타미아에 정착한 이후에 문화적인 단절 없이 그 문화가 계속 이어진 것으로 나타났다.
이 지방에 정착한 수메르 사람들은 티그리스강과 유프라테스강 사이의 풍부한 충적토로 비옥해진 땅을 경작하였다. 당시에는 강우량이 현재 보다 적었기 때문에, 척박한 남부 메소포타미아에 거주하려 한 모든 인종들의 도전은, 티그리스강과 유프라테스강을 잘 관리하여 농업용수와 식수를 공급하는 것이었다. 수메르어에는 운하, 제방, 저수지등에 관련된 단어가 많이 발견된다. 수메르인들은 북부지방에서 농업 기술을 습득한 뒤에 남쪽으로 내려온 농부들이었다.
남부 메소포타미아 지방의 우바이드 토기는, 북부의 사마라 유적(기원전 5700년~4900)의 토기와 연속성이 발견된다. 사마라 사람들은 티그리스강 중류 지방에서 최초로 원시적인 형태의 경작을 시작한 부족들이다. 우바이드 유적과 사마라 유적의 유사성은 라르사 근처의 텔 아웨이리 (1980년에 프랑스 발굴단에 의해 발굴됨)에서 발견된 사마라 토기와 유사한 전기 우바이드 토기에서 더욱 분명해진다. 북부 지방의 농부들은, 신전 중심의 사회구조를 만들어 내고, 수자원을 효과적으로 이용할 수 있는 기술을 습득하면서, 보다 어려운 환경에서도 살아남을 수 있게 되자 남쪽으로 이주한 것으로 보인다.

## 도시국가
기원전 4세기 후반까지, 수메르는 10여개의 독립된 도시국가로 나뉘어 있었다. 도시국가들은 대체로 수로와 경계석으로 둘러싸여 있고, 중앙에는 도시의 수호신이나 수호여신을 모시는 사원이 위치하였다. 대부분의 도시는 엔시라고 불리는 왕이 통치하였으며, 이들 중 특히 강성한 도시국가들은 엔시보다 한 등급 더 높은 루갈을 군주의 칭호로 사용하기도 하였다.
다음은 수메르의 주요 도시들을 북쪽에서 남쪽 방향으로 순서대로 나열한 것이다. 괄호 안은 현재의 도시 이름이다.
- 마리
- 아카드
- 키시 (Tell Uheimir & Ingharra)
- 보르시파 (Birs Nimrud)
- 니푸르 (Nuffar)
- 이신 (Ishan al-Bahriyat)
- 아다브 (Tell Bismaya)
- 슈루팍 (Fara)
- 기르수 (Tello)
- 라가시 (Al-Hiba)
- 바드-티비라 (Al Medina)
- 우루크 (Warka)
- 라르사 (Tell as-Senkereh)
- 우르 (al Muqayyar)
- 에리두 (Abu Shahrain)

중소 도시:
- 시파르 (Abu Habba)
- 쿠타 (Tell Ibrahim)
- 딜바트 (Tell ed-Duleim)
- 마라드 ((Wanna es-) Sadun)
- 키수라 (Abu Hatab)
- 자발라 (Tell Ibzeikh)
- 움마 (Tell Jokha)
- 키시가 (Tell el-Lahm)
- 아완
- 하마지
- 에쉬눈나
- 악샤크
- 짐비르

## 역사
수메르의 도시국가들은 선사시대의 우바이드기와 우루크기에 성장하기 시작하였다.
기원전 29세기경 초기 왕조 시대부터 역사적 기록들이 드물게 발견되기 시작하여, 기원전 26세기경 라가시기부터는 많은 자료들이 발견되고 있다.
고대 수메르 즉 우바이드기와 우루크기의 메소포타미아 남부의 도시국가들에서 바탕한 초기 왕조는 기원전 24세기에 메소포타미아 중부의 도시국가에서 바탕한 아카드 제국이 들어서면서 막을 내린다.
이후 구티인 지배 시기를 지나, 기원전 22세기에 '수메르 부흥기(우르 제3 왕조)'를 맞았다가, 20세기경에 아모리인이 침입한다.
아모리인의 이신 왕조는 기원전 1730년, 메소포타미아가 바빌로니아 지배하에 들어갈 때까지 유지된다.

### 우바이드기
우바이드기(期) 동안에 특징적인 양식을 갖는 양직의 도기류들이 메소포타미아와 페르시아만 영역에 분포되고 있다.
당시 수메르인의 종교적 중심지는 에리두였으나, 인근의 도시인 우루크가 점진적으로 성장하여 에리두를 추월하게 된다.
고고학적으로 우바이드기에서 우루크기로의 이동은 느린 물레에서 만들어진 채색 토기에서, 빠른 물레에서 양산하여 만든 비채색 토기로 바뀌는 현상으로 나타난다.
제4우바이드기에서 초기우루크기로의 이러한 변화는, 논란의 여지가 있으나 대략 기원전 4500년까지 거슬러 올라간다.

### 우루크기
우루크기 (기원전 4500년~3100년)에 이르러, 대량의 물품이 남부 메소포타미아의 운하와 수로를 통해서 거래되면서, 거대한 신전중심 도시들이 많이 세워졌고, 집권화된 관료층이 전문화된 일꾼들을 고용하였다.
이 시기에 노예 제도가 시작되었다는 많은 증거가 발견되고 있다.
많은 공예품과 우루크의 식민지들이, 터키의 타우루스 산맥과, 지중해 서안, 이란 중부에 이르는 넓은 지역에서 발견되고 있다.
수메르 상인들과, 이민자들에 의해서 우루크기의 문명은 모든 주변세력에게 영향을 미쳤고, 점차 주변세력들도 경제적으로나 문화적으로 비교될 만큼 성장하였다. 그러나 수메르의 도시들은 먼 거리의 식민지를 무력으로 제압할 만한 군사력은 갖추지 못했다.
우루크기의 끝은 기원전 3200년~2900년 경의 기후 변화 시기와 일치한다. 이 시기에 홀로세 최적기후(Holocene climatic optimum)라고 불리는 따뜻하고 습도가 높은 기후가 끝나고, 건조한 기후가 지속되었다.
역사적 기록들은 대체로 수메르인이 메소포타미아 남부에 한정되어 있었던 것으로 나타난다. 그러나 루갈안네문두(Lugal-Anne-Mundu)와 같은 왕은 지중해, 타우루스, 자그로스까지 영역을 넓혔던 것으로 기록되어 있다. 또한 그보다 조금 전에, 에리두 문화가 우루크 문화로 넘어가는 역사적 과정의 신화와 관련되어 있는 엔메카르와 길가메시와 같은 왕들도 넓은 지역을 통치하였다.

### 초기 왕조
고대 수메르의 왕들의 목록이 초기 왕조 시대(Early Dynastic period: 2900?~2350? BC)를 보여주고 있다. 다른 많은 고대 왕명표와 마찬가지로, 전설적인 이름도 포함되어 있을 수 있다.
목록에서 다른 문서에서 찾을 수 있는 첫 번째 왕은 에타나(Etana)로, 키시의 첫 번째 왕조의 13번째 왕이다.
고고학적으로 발굴된 첫 번째 왕은 키시의 엔메바라게시(Enmebaragesi)로 왕조의 22번째 왕이자, 끝에서 두 번째 왕이며, 길가메시 서사시에서도 이름이 언급되고 있다. 당시 패권이 키시에서 우루크로 넘어갔던 것으로 미루어, 길가메시가 우루크의 전설적인 왕이라는 주장도 나오고 있다.
움마의 제사장-왕, 루갈자게시(Lugal-Zage-Si)는 라가시 왕조를 전복시키고, 우루크를 정복하여 새로운 수도로 삼고, 페르시아만에서 지중해에 이르는 제국을 세웠다. 그는 솀어족의 아카드왕 사르곤 이 등장하기 이전의 마지막 수메르인 왕이었다.

#### 라가시 왕조
라가시 왕조는 많은 유적들로 잘 알려져 있으며, 그중 기록상 최초의 제국은 에안나툼의 제국으로, 그는 수메르의 키시, 우루크, 우르, 라르사 등 모든 도시들 실질적으로 지배하였고, 경쟁 도시였던 움마로부터는 조공을 받았다.
또한, 그의 영토는 페르시아만을 따라 엘람의 일부까지 미쳤다.
그는 통치를 위하여 공포(terror)정치를 했던 것으로 보인다. 발굴된 독수리 석비에서 적을 무자비하게 대하는 모습을 발견할 수 있다.

### 아카드 왕조
솀어족의 아카드어는 기원전 2800년경부터 사용된 흔적을 찾을 수 있다.
기원전 2500년경부터는 완전히 고대 아카드어로만 씌어진 책을 찾을 수도 있다.
고대 아카드어가 가장 널리 사용된 기간은 사르곤왕 때에(기원전 2350년~2330년) 경이지만,
그 기간에도 대부분의 행정관련 서판에서는 서기들이 주로 사용하던 수메르어로 씌어져 있다.
겔브(Gelb)와 베스텐홀츠(Westenholz)는 세 가지 고대 아카드어 방언 --사르곤 이전, 사르곤 시대와 아가데 지방, 우르 제3 왕조기— 을 구별해 냈다.
아카드어와 수메르어는 대략 1000년 정도 (기원전 2800년~1800년) 지속되다가 결국에는 수메르어는 사용되지 않게 되었다.
소르킬드 야콥슨(Thorkild Jacobsen)은 사르곤 이전 시대와, 이후 시대의 역사적 연속성의 단절이 거의 없다고 보고, 솀어족과 수메르어의 충돌이 너무 많이 강조되었다고 주장한다.
그러나, 적어도 사르곤이 엘람을 정복했을 때 엘람인들에게 아카드어를 잠시동안이나마 강요했던 것은 분명하다.

### 구티족 지배
아카드 제국이 구티족에 의해 무너진 뒤, 새로운 수메르의 지도자, 라가시의 구데아(Gudea)가 부흥하기 시작하였고, 예술이 발달하고, 사르곤을 따라 신권 정치를 표방하였다.

### 수메르 부흥기 (우르 제3 왕조)
그 후로, 우르-남무 왕, 슐기 왕 등의 우르 제3 왕조가 북부 메소포타미아까지 영향력을 미치면서 마지막 수메르 부흥기를 맞았다.
그러나 이미 수메르 지역은 아모리족이 대거 유입되면서 솀어족의 성격이 더욱 진해져 있었다. 아모리족은 후에 바빌로니아 제국을 건설한다.
중세에 라틴어가 계속해서 사용되었던 것처럼, 설형문자가 계속해서 쓰이는 동안에는 수메르어도 여전히 학교에서 종교적 언어로 가르쳐졌다.
생태학적으로는, 수메르 땅의 염분의 증가로 인하여 농업 생산력이 감소하였다. 농업 용수의 증발량이 많아 지면서 토양에 녹아있는 염분이 증가한 것이 농업을 어렵게 만들었다. 기원전 2000년경부터는 남부 메소포타미아의 인구가 감소하기 시작하여, 규모가 작은 도시부터 서서히 수메르 문화가 와해되어 간다.

### 쇠퇴
엘람인의 침략과, 이비-신 지배 하(기원전 2004년)에서의 약탈로, 이후 수메르는 다시 아모리족의 지배를 받게 된다. (이 때 청동기시대로 접어들게 되었다.)
기원전 20세기~18세기의 아모리족국가는 수메르의 왕명 목록에 "이신 왕조"로 기록되어 있고, 기원전 1730년 함무라비왕의 바빌로니아로 넘어간다.
이 시기는 토양의 염분 증가로 인해 남부 이라크 지방에서 북부 지방으로 인구이동이 일어난 시기와 대체로 일치한다.
토양 염분 증가 문제는 아주 심각한 문제로 떠올랐다.
경작된 토지에 배수가 잘 되지 않은 상황에서 건조한 기후로 인해 수분이 증발되면서 토양 속에 염분이 축적되었고, 결국 수확량이 줄어들게 되었다.
아카드 왕조와 우르 제3 왕조 동안 밀보다 염분에 더 강한 보리를 경작하기도 했으나 그것으로는 역부족이었다. 기원전 2100년~1700년 사이 인구는 거의 5분의 3으로 줄어들었다.

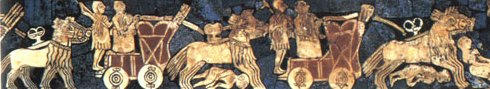
우르의 군기(軍旗)에 그려진 초기 전차, 기원전 2600년

## 문화
수메르인은 매해 봄마다 수태 준비를 마친 대지에 씨를 뿌린 뒤 탐무즈의 부활제를 올렸다. 그들은 탐무즈를 성장의 신으로서, 대지의 여신이 탐하는 남성적인 힘의 상징으로서 숭배했다. 이러한 풍년제 기간에는 모든 아내들이 자신의 남편뿐 아니라, 좋아하는 다른 남자와도 잘 수 있는 권리를 남편에게 인정받고는 자유롭게 사랑의 상대를 선택할 수 있었다. 그렇긴 하나 남편 이외의 연인의 정액은 밖으로 흐르게 하여 임신하지 않도록 스스로 주의해야 했다. 그렇지 않으면 결혼의 의무를 저버리기 때문이다.

## 같이 보기
- 수메르어
- 길가메시 서사시
- 수메르 종교

## 참고 문헌
1. ↑  https://www.metmuseum.org/toah/hd/ubai/hd_ubai.htm
2. 1 2  “Sumerian Literature”. Electronic Text Corpus of Sumerian Literature. 2012년 6월 29일에 확인함.
3. ↑  "Amorite", Britannica
"Amorite, member of an ancient Semitic-speaking people who dominated the history of Mesopotamia, Syria, and Palestine from about 2000 to about 1600 bc. In the oldest cuneiform sources (c. 2400–c. 2000 bc), the Amorites were equated with the West, though their true place of origin was most likely Arabia, not Syria. They were troublesome nomads and were believed to be one of the causes of the downfall of the 3rd dynasty of Ur (c. 2112–c. 2004 bc)."
4. ↑  W. Hallo, W. Simpson, 《The Ancient Near East》, New York: Harcourt, Brace, Jovanovich, 1971,page 28
5. 1 2 3  K. van der Toorn, P. W. van der Horst <<Nimrod before and after the Bible>>, The Harvard Theological Review, Jan 1990, volume 83, issue 1, pp 1-29
6. ↑  John Nicholas Postgate, 《Early Mesopotamia: Society and Economy at the Dawn of History》, Routledge (UK), 1994
7. 1 2  “Sumerian Questions and Answers”. 2012년 4월 14일에 원본 문서에서 보존된 문서. 2007년 4월 24일에 확인함.
8. ↑   위 지도에는 우바이드(30°58′N 46°05′E)와 우르(30°57′N 46°06′E)가
 같은 위치에 표시되어 있다
9. ↑  History of Sumer
10. ↑  T. Jacobsen, 《Toward the Image of Tammuz and Other Essays on Mesopotamian History and Culture》
11. ↑  William R., Thompson, "Complexity, Diminishing Marginal Returns and Serial Mesopotamian Fragmentation", 《Journal of World Systems Research》, 2004  보관됨 2012-02-19 - 웨이백 머신
12. ↑  
파울 프리샤우어 (1991년 1월 15일) [1968]. 《세계풍속사(상)》. 이윤기 번역. 서울: 도서출판 까치. 35쪽쪽. ISBN 89-7291-011-2.